# Olympische Jugend-Winterspiele 2020/Bob

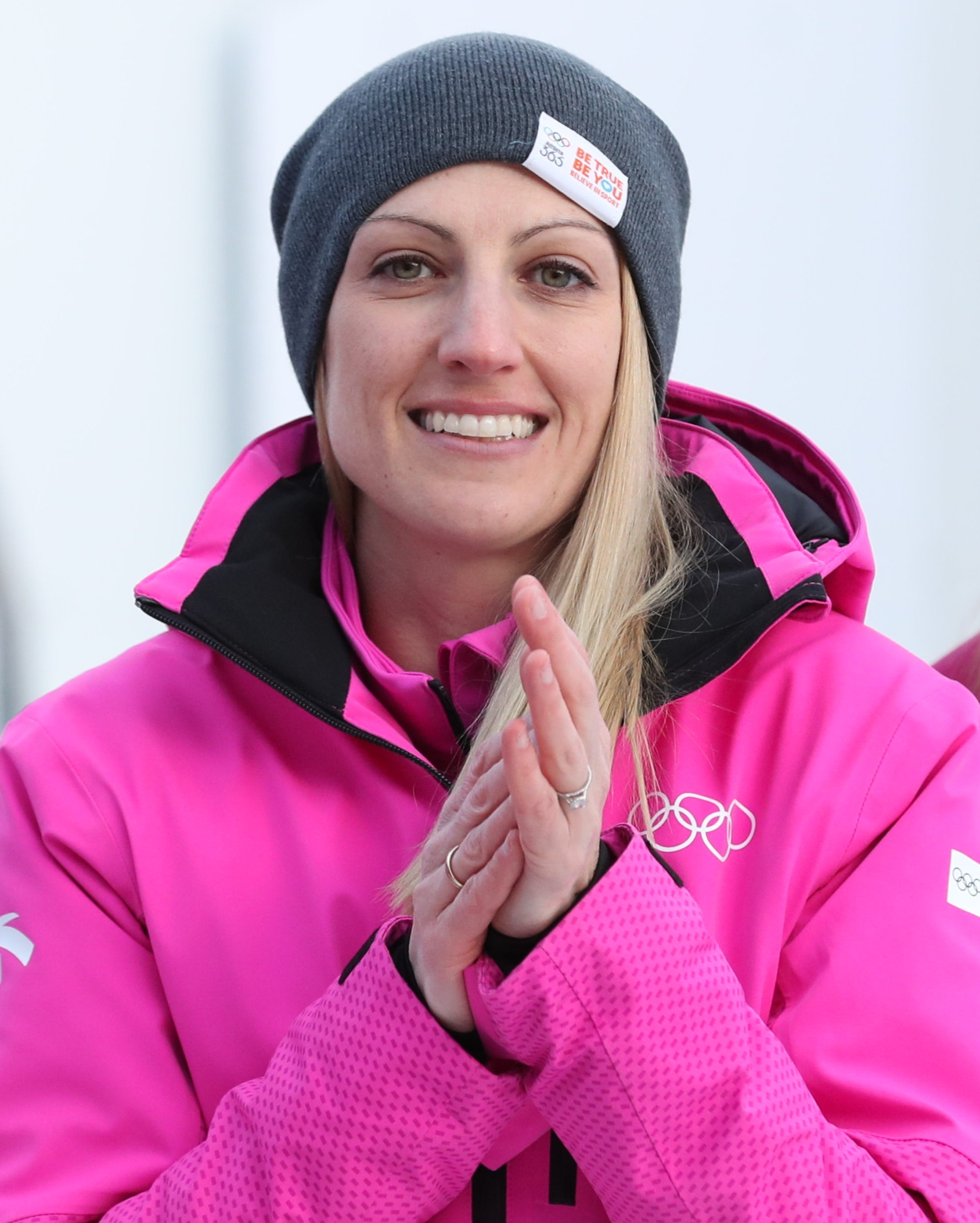
Athlete Rolemodel Jamie Greubel Poser

Bei den III. Olympischen Jugend-Winterspielen 2020 in Lausanne fanden zwei Wettbewerbe im Bobfahren statt. Austragungsort war der Olympia Bob Run St. Moritz–Celerina, wo auch die Skeleton- und Rennrodelwettbewerbe stattfanden.

## Bilanz

### Medaillenspiegel
| Platz  | Land          | Gold | Silber | Bronze | Gesamt |
| ------ | ------------- | ---- | ------ | ------ | ------ |
| 1      | Rumänien      | 2    | –      | –      | 2      |
| 2      | Deutschland   | 1    | –      | 1      | 2      |
| 3      | Slowakei      | –    | 1      | –      | 1      |
| 4      | Liechtenstein | –    | –      | 1      | 1      |
| Gesamt | Gesamt        | 3    | 1      | 2      | 6      |

### Medaillengewinner
| Disziplin      | Gold                         | Silber             | Bronze        |
| -------------- | ---------------------------- | ------------------ | ------------- |
| Monobob Männer | Alexander Czudaj Andrei Nica | nicht vergeben     | Quentin Sanzo |
| Monobob Frauen | Georgeta Popescu             | Viktória Čerňanská | Celine Harms  |

## Ergebnisse

### Monobob Männer
| Platz | Land | Athlet                | 1. Lauf (min) | 2. Lauf (min) | Gesamt (min) |
| ----- | ---- | --------------------- | ------------- | ------------- | ------------ |
| 1     | GER  | Alexander Czudaj      | 1:12,43       | 1:12,37       | 2:24,80      |
| 1     | ROM  | Andrei Nica           | 1:12,81       | 1:11,99       | 2:24,80      |
| 3     | LIE  | Quentin Sanzo         | 1:13,01       | 1:12,17       | 2:25,18      |
| 4     | FRA  | Nathan Besnard        | 1:13,23       | 1:12,07       | 2:25,30      |
| 5     | RUS  | Pawel Schitschkin     | 1:13,82       | 1:12,59       | 2:26,41      |
| 6     | KOR  | Kim Ji-min            | 1:13,66       | 1:12,87       | 2:26,53      |
| 7     | SUI  | Fabian Gisler         | 1:14,30       | 1:12,29       | 2:26,59      |
| 8     | LAT  | Renārs Grantiņs       | 1:13,44       | 1:13,33       | 2:26,77      |
| 9     | USA  | Bridger Stone         | 1:13,47       | 1:13,33       | 2:26,80      |
| 10    | SVK  | Martin Sviták         | 1:13,67       | 1:13,15       | 2:26,82      |
| 11    | POL  | Oskar Langowski       | 1:13,89       | 1:13,16       | 2:27,05      |
| 12    | GBR  | William Scammell      | 1:14,24       | 1:14,02       | 2:28,26      |
| 13    | BRA  | Gustavo Ferreira      | 1:14,33       | 1:14,62       | 2:28,95      |
| 14    | SWE  | Theodor Lööv von Hage | 1:15,02       | 1:15,20       | 2:30,22      |
| 15    | CRO  | Toni Nimac            | 1:15,27       | 1:15,12       | 2:30,39      |
| 16    | ITA  | Marco Farina          | 1:14,76       | 1:15,65       | 2:30,41      |
| 17    | CAN  | Colton Dagenais       | 1:15,67       | 1:15,14       | 2:30,81      |
| 18    | TPE  | Chen Yu-lun           | 1:15,68       | 1:15,31       | 2:30,99      |

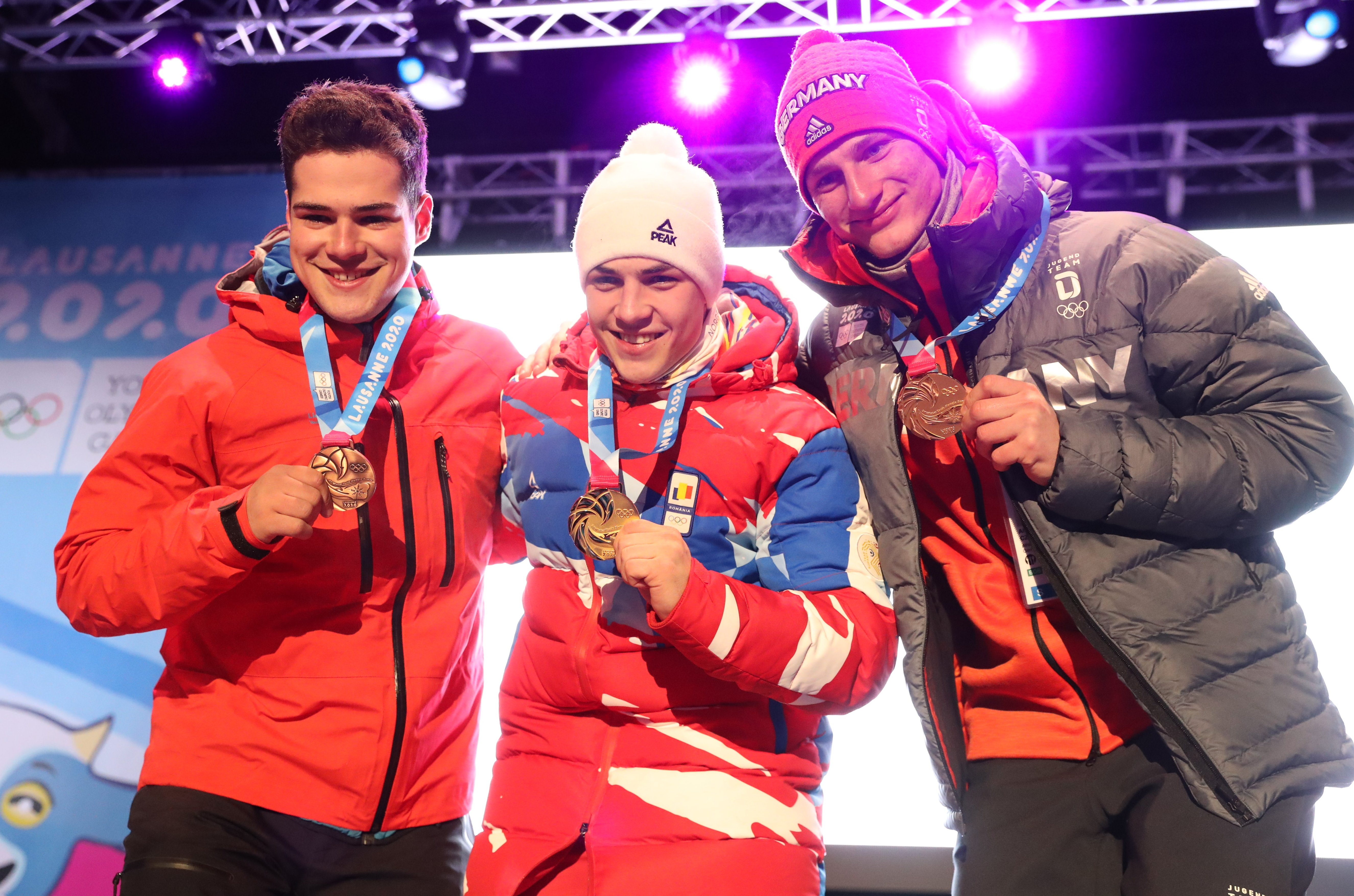
Medaillengewinner Sanzo, Nica und Czudaj (von links nach rechts)

1. Lauf: 20. Januar 2020, 12:00 Uhr
2. Lauf: 20. Januar 2020, 13:15 Uhr

### Monobob Frauen
| Platz | Land | Athletin           | 1. Lauf (min) | 2. Lauf (min) | Gesamt (min) |
| ----- | ---- | ------------------ | ------------- | ------------- | ------------ |
| 1     | ROM  | Georgeta Popescu   | 1:13,44       | 1:13,40       | 2:26,84      |
| 2     | SVK  | Viktória Čerňanská | 1:13,83       | 1:13,52       | 2:27,35      |
| 3     | GER  | Celine Harms       | 1:13,68       | 1:13,68       | 2:27,36      |
| 4     | GER  | Maja Wagner        | 1:13,87       | 1:13,80       | 2:27,67      |
| 5     | FRA  | Camila Copain      | 1:14,23       | 1:13,87       | 2:28,10      |
| 6     | SUI  | Emily Kilburn      | 1:14,66       | 1:14,14       | 2:28,80      |
| 7     | LAT  | Loreta Beķerniece  | 1:14,95       | 1:14,65       | 2:29,60      |
| 8     | LIE  | Simone Zanghellini | 1:15,00       | 1:14,64       | 2:29,64      |
| 9     | KOR  | Joo Hyeong-won     | 1:15,25       | 1:14,73       | 2:29,98      |
| 10    | NOR  | Emma Sofie Brumoen | 1:14,83       | 1:15,24       | 2:30,07      |
| 11    | SUI  | Sara Snyder        | 1:15,14       | 1:14,94       | 2:30,08      |
| 12    | GBR  | Charlotte Longden  | 1:15,45       | 1:14,75       | 2:30,20      |
| 13    | ROM  | Antonia Sârbu      | 1:15,20       | 1:15,51       | 2:30,71      |
| 14    | USA  | Maddy Cohen        | 1:16,06       | 1:15,91       | 2:31,97      |
| 15    | COL  | Maude Crossland    | 1:15,89       | 1:16,26       | 2:32,15      |
| 16    | RUS  | Elwira Moissejenko | 1:16,23       | 1:16,38       | 2:32,61      |
| 17    | CAN  | Emma Johnsen       | 1:16,88       | 1:15,75       | 2:32,63      |
| 18    | TPE  | Lin Yu-hsin        | 1:16,98       | 1:16,49       | 2:33,47      |

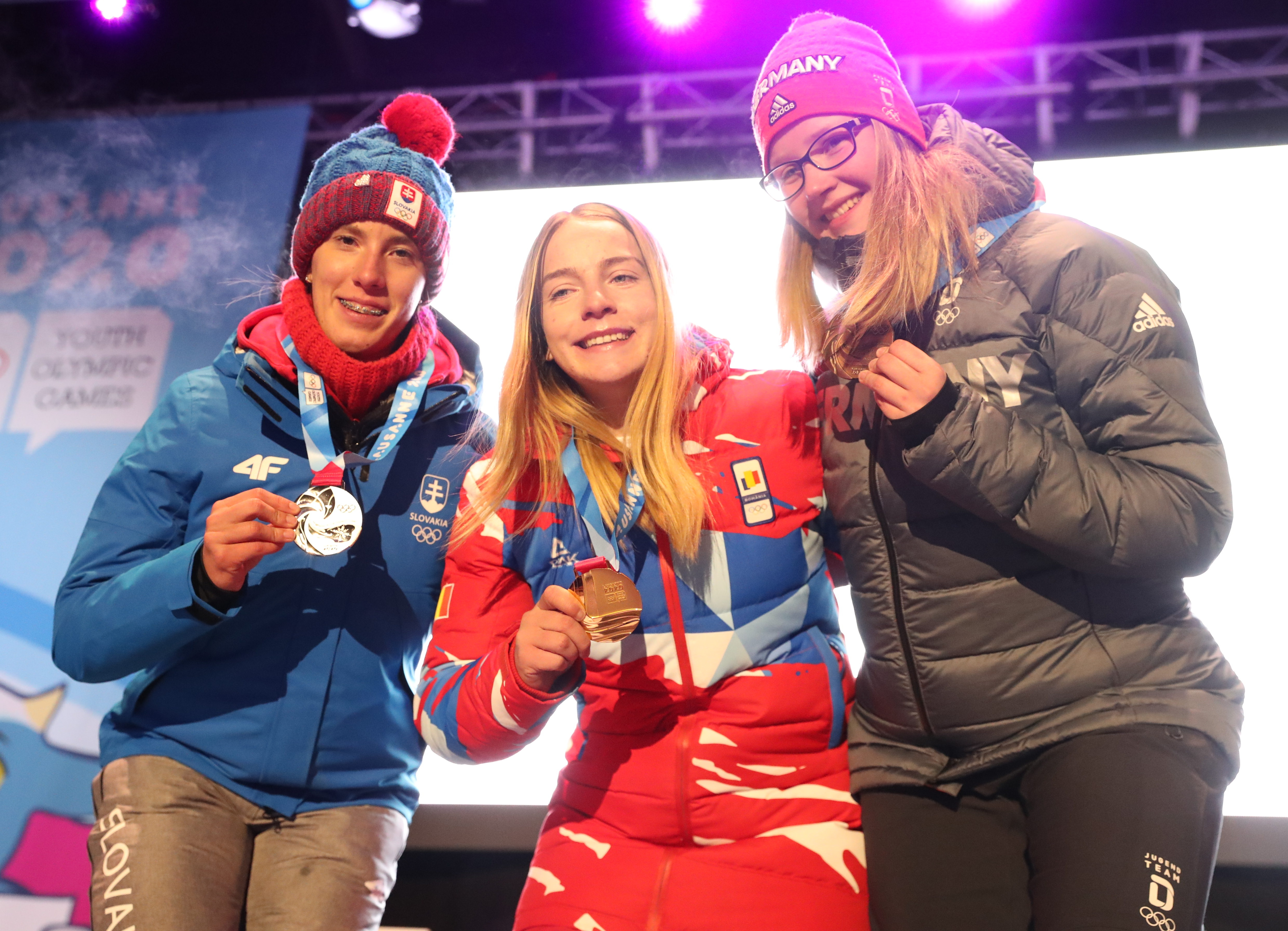
Medaillengewinner Čerňanská, Popescu und Harms (von links nach rechts)

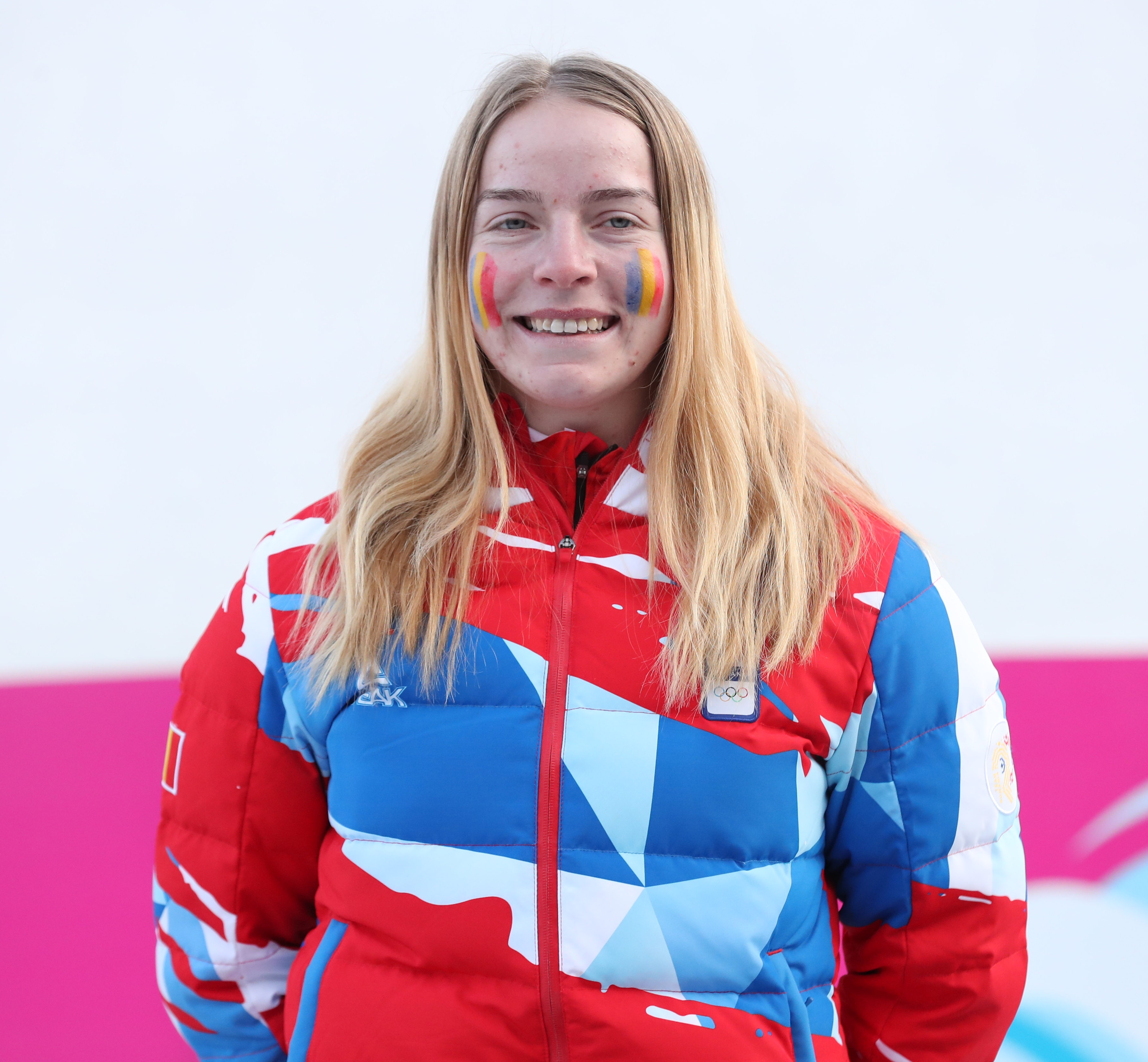
Jugend-Olympiasiegerin Georgeta Popescu

1. Lauf: 19. Januar 2020, 12:00 Uhr
1. Lauf: 19. Januar 2020, 13:15 Uhr